# Wolstenholme Fjord
Wolstenholme Fjord er en fjord beliggende i nordvest Grønland ved Thule Air Base med udløb i North Star Bay.
Fjorden bliver fødet af fire store gletsjere, der ligger tæt på J-Site/BMEWS og Nordbjerget/ North Mountain.
Navnene på de fire gletsjere er Salisbury, Champerlin, Knud Rasmussen og Harald Moltke.